# Nathalie Sinclair Desgagné
Nathalie Sinclair Desgagné, née en 1988, est une économiste et femme politique québécoise.
Elle est députée de Terrebonne à la Chambre des communes sous la bannière du Bloc québécois de 2021 à 2025. Les multiples rebondissements de cette élection sont par la suite nommés la saga de Terrebonne. Elle est actuellement en processus de contestation judiciaire de ce résultat.
Elle fait auparavant carrière dans le secteur privé en conseil.

## Biographie

### Famille et études
Née en 1988 à Fontainebleau (France), elle est la fille de l'économiste québécois Bernard Sinclair Desgagné et de l'avocate émérite du barreau du Québec d'origine péruvienne Gilda Villaran-Calderon. Elle est également la petite fille d'André Desgagné, recteur fondateur de l'Université du Québec à Chicoutimi et ancien candidat du Parti québécois en 1973 ainsi que de Raul Villaran Pasquel, pionnier de la presse libre au Pérou et opposant à la dictature de Manuel A. Odría. Nathalie Sinclair Desgagné décroche la bourse du millénaire de 2004 à 2006 et complète son baccalauréat en économie de l'Université McGill en 2010. Trois ans plus tard, elle décroche sa maîtrise environmental change and management à l'université d’Oxford en Angleterre.

### Carrière professionnelle
Parlant cinq langues, elle commence alors une carrière internationale. Elle travaille au Luxembourg pour la Banque européenne d'investissement en 2013. En 2014, elle revient à Montréal comme chercheuse au Centre interuniversitaire de recherche en analyse des organisations (CIRANO) et ensuite comme économiste chez l'organisme sans but lucratif Ouranos. De janvier 2015 à janvier 2019, elle occupe le poste d'économiste et chef de projet chez PricewaterhouseCoopers (PwC) à Londres au Royaume-Uni. De retour à Montréal en février 2019, elle est directrice principale chez Deloitte avant d'accepter, en décembre 2020, le poste d'économiste senior au Bureau de la transition écologique et résilience de la ville de Montréal. Elle accepte également une charge de cours à la prestigieuse École normale supérieure de Paris en plus de collaborer à divers groupes de recherches, tels que la publication Le Québec économique ou l'Association des économistes du Québec.

### Carrière politique
Le 27 juillet 2021, Sinclair Desgagné annonce son intention d'être candidate pour le Bloc québécois dans la circonscription de Terrebonne aux prochaines élections fédérales. Dans la première semaine d'août, le bureau national du parti désigne Nathalie Sinclair Desgagné comme candidate pour cette circonscription. 
Le 20 septembre 2021, elle est élue députée de Terrebonne à la Chambre des communes, une semaine après avoir accouché d'un garçon, Hadrien.
Elle se voit confier dès le début des travaux parlementaires des responsabilités clés pour le Bloc québécois. Elle devient responsable des dossiers liés aux comptes publics et aux programmes d’aide en temps de pandémie, en plus d’agir comme critique pour l’Agence de développement économique pour les régions du Québec (DEC).
Elle se fait notamment remarquer en chambre par sa défense des commerçants de Gatineau, oubliés par les autorités fédérales lors du plan de relance suivant les événements du Convoi de la liberté en 2022. Elle est également très critique du fond de revitalisation des communautés, dont les règlements sont inadaptés à la situation québécoise.
Lors des élections fédérales du 28 avril 2025, le premier décompte des voix la donne perdante contre la candidate libérale Tatiana Auguste, avec 35 suffrages de retard. Lors du recomptage des données inscrites sur le relevé de scrutin de chaque bureau de vote, le directeur de scrutin corrige les résultats et, le 1er mai, la donne réélue avec 44 voix d'avance sur sa rivale, mais en annonçant un dépouillement judiciaire étant donné l'écart inférieur à un millième du total des votes entre les deux candidates. À la suite de ce dépouillement judiciaire présidé par la juge Danielle Turcotte, de la Cour supérieure du Québec, elle perd finalement par une voix. L'admission par Élection Canada d'erreurs dans le processus de comptage des votes ne pouvant être corrigée par l'institution, qui n'en a pas le pouvoir, pousse Sinclair Desgagné et le Bloc Québécois à faire appel à la Cour Supérieure du Québec dans le but de reprendre l'élection.